# Кальмар (місто)
Ка́льмар (швед. Kalmar) — одне з найстаріших міст Швеції, адміністративний центр лена Кальмар. Місто Кальмар є воротами на найдовший в Швеції Еландський міст, що з'єднує острів Еланд із Скандинавським півостровом. У Середньовіччі він був третім за величиною в державі і був центром торгівлі, головним чином експорту заліза, яким займались торгівці з Німеччини. Розташований на південному сході країни, на березі Балтійського моря.

## Історія

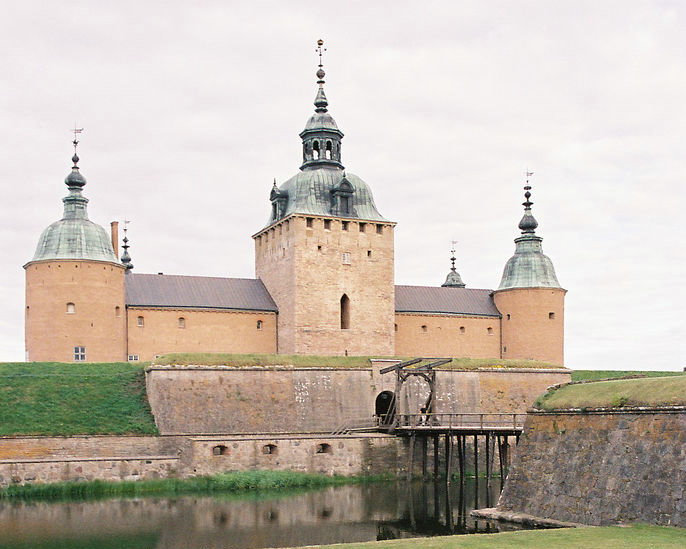
Замок Кальмар

Місто виникло навколо замку Кальмар, побудованого в XII столітті навколо сторожової вежі, призначеної для захисту від піратів і данців.
Найдавніша печатка Кальмара відома з періоду від 1255 до 1267 року й є найдавнішою відомою міською печаткою в Скандинавії.
13 липня 1397 року в Кальмарському замку укладено Кальмарську унію, яка об'єднала три скандинавські королівства Данію, Норвегію і Швецію (разом із залежними територіями — Фінляндією, Ісландією і Гренландією) в одну державу під егідою Данії. У Кальмарі відбулася коронація спільного володаря трьох королівств Еріка Померанського.
Деякий час в Кальмарі відбувались коронації скандинавських монархів.
До XVII століття Кальмар був стратегічним пунктом на кордоні з Данією (провінція Сконе до Швеції тоді не належала).
Після укладення 1658 року мирного договору в Роскілле, за яким Швеція отримувала значні території від Данії, Кальмар поступово втрачає своє стратегічне значення. А після перенесення 1689 року основної бази шведського флоту до Карлскруни, місто перестає відігравати роль важливого мілітарного центру.

## Архітектура
- Кальмарський замок
- Еландський міст

Серед інших цікавинок виділяють спроєктований Тессіном кафедральний Кальмарський собор.

## Освіта
В місті розташований один з двох кампусів Університету Ліннеус.

## Міста-побратими
- Вісмар, Німеччина
- Сількеборг, Данія
- Савонлінна, Фінляндія
- Аурборг, Ісландія
- Арендал, Норвегія
- Ентеббе, Уганда
- Вілмінгтон, США
- Гданськ, Польща
- Калінінград, Росія
- Паневежис, Литва
- Самсун, Туреччина

## Відомі особистості
В поселенні народилась:
- Йєнні Нюстрьом (1854—1946) — шведська художниця, ілюстратор.